# Рецептакул

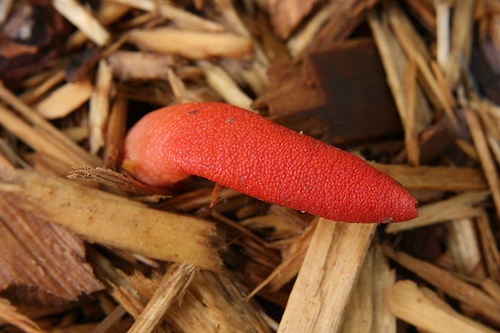
Рецептакул гриба Mutinus ravenelii

Рецептакул (від лат. receptaculum вмістилище, сховище) — стерильна частина плодового тіла деяких грибів, на якій розвивається спороносна частина — глеба (у гастероміцетів) і перітеції (у лабульбенієвих грибів лат. Laboulbeniomycetes).